# Ronald M. Foster
Pour les articles homonymes, voir Foster.
Ronald Martin Foster (3 octobre 1896 - 2 février 1998), est un mathématicien qui a travaillé aux Laboratoires Bell, puis à l'Université polytechnique de New York. Ses recherches sur les filtres électroniques ont eu un impact important pour l'installation de lignes téléphoniques. Il est également connu en combinatoire pour le « Foster census », une liste des graphes cubiques symétriques, et pour le graphe cubique symétrique à 90 sommets appelé le graphe de Foster.

## Carrière et travaux
Foster obtient au Harvard College un B.S. en mathématiques avec mention « summa cum laude » en 1917. Il obtient ultérieurement aussi deux Ph. D. honoraires. De 1917 à 1943, Foster travaille au département de recherche et développement de American Telephone & Telegraph (rebaptisé ensuite  Laboratoires Bell) comme ingénieur de recherche en mathématiques. De 1943 à 1963, il est professeur et directeur du département de mathématiques à l'Université polytechnique de New York à  Brooklyn. Ronald M. Foster est conférencier invité au congrès international des mathématiciens de 1924 à Toronto (section Engineering) et en 1950 à Cambridge (États-Unis).
Son article A Reactance Theorem sur la synthèse des filtres est reconnu par Wilhelm Cauer comme étant un résultat fondamental pour cette discipline. En effet, Foster est le premier à établir les conditions nécessaires et suffisantes pour qu'une fonction rationnelle soit l'impédance d'un circuit uniquement constitué de résistances, de condensateurs, de selfs et de transformateurs parfaits.
Les graphes cubiques symétriques sont catalogués par Foster à partir de 1934. Le « Foster census » publié en 1988 par Ronald M. Foster, I. Z. Bouwer, W. W. Chernoff, B. Monson et Z. Star contient une liste, alors jugée exhaustive, de tous les graphes cubiques symétriques jusqu'à l'ordre 512. Quelques graphes manquent en fait à la liste. En 2002, Marston Conder complète la liste et l'étend jusqu'à l'ordre 768, puis jusqu'à l'ordre 2048 en 2006 et jusqu'à l'ordre 10000 en 2011.

## Publications
- Ronald M. Foster, « A Reactance theorem », Bell System Technical Journal, vol. 3, no 2,‎ novembre 1924, p. 259-267 (lire en ligne, consulté le 29 décembre 2017).
- George A. Campbell et Ronald M. Foster, « Fourier Integrals for Practical Applications' », Bell System Technical Journal,‎ 1928, p. 639-707. — Recension : J. K. Lamond, « Review: Fourier Integrals for Practical Applications by George A. Campbell and Ronald M. Foster », Bull. Amer. Math. Soc., vol. 38, no 7,‎ 1932, p. 477–478 (DOI 10.1090/s0002-9904-1932-05446-5, lire en ligne)
- B. O. Pierce et Ronald M. Foster, A Short Table of Integrals, Ginn and Company, 1956, 4e éd., 189 p..

- I. Z. Bouwer, Ronald M. Foster, W. W. Chernoff, B. Monson et Z. Star, The Foster census : R. M. Foster's census of connected symmetric trivalent graphs, Charles Babbage Research Centre, 1988, 240 p. (ISBN 978-0-919611-19-1).